# The Immutable Truth
The Immutable Truth é o décimo e último episódio da segunda temporada de Bates Motel. O episódio foi de assistido por 2.30 milhões de pessoas no canal por assinatura da A&E nos Estados Unidos. O episódio foi escrito por Carlton Cuse e Kerry Ehrin. Foi dirigido por Tucker Gates. Por este episódio, Vera Farmiga foi indicada ao Women's Image Network Awards na categoria melhor atriz em série dramática.

## Enredo
Na casa de Nick Ford, Romero encontra-o morto e um de seus capangas esvaziando o cofre. Ele convence o homem a revelar a localização de Norman, e Romero e Dylan encontram e resgatar Norman. No hospital, Norman fraco diz a sua mãe sobre o seu "sonho" de matar Blair Watson. Ela diz a ele para descansar e não pensar ou dizer a ninguém. Romero insiste em colocar Norman no detector de mentiras. Em casa, Norman prepara uma lista de coisas para depois completar - arrumando seu hobby de taxidermia, dizendo a Emma sobre o estupro de Norma e a paternidade de Dylan, e dançando com sua mãe. Norman pega uma arma e balas da gaveta de sua mãe.
No rescaldo da morte de Nick Ford, Jodi - convencido por Romero - convida seu irmão Zane a sua casa para falar sobre o futuro de seus negócios. Eles têm um argumento, e Zane mata. Romero entra e atira morta Zane. Romero dá para Dylan um passe livre e diz-lhe como a história vai ser. Norma encontra Norman vagando na floresta com uma arma e ela é capaz de convencê-lo a não se matar. Querendo fugir do país, com seus filhos, ela finalmente, permite o polígrafo, em que Norman é perguntado se ele matou Blair Watson. A persona de sua mãe emerge novamente e ele responde "não". Norman passa no polígrafo sorrindo para si mesmo.

## Recepção
Roth Cornet em revisão para o site IGN disse: "O foco é exatamente onde ele precisa ser (...) Até certo ponto, o show foi brincando com a noção de que, talvez, nesta versão do destino do conto de Norman poderia ser evitado. Eu não acredito que a série dos co-criadores Carlton Cuse e Kerry Ehrin sempre tiveram a intenção de ter Norman virando numa esquina e se tornando um cidadão comum do mundo. A ilusão de que a redenção fosse possível para este menino tão cheio de amor e raiva é parte do que alimentou Bates, inicialmente. (...) Entendemos as mudanças que precisam acontecer para que Norman possa ser salvo, podemos ver todas as escolhas grandes e pequenas que estão levando-o para baixo de seu caminho tenebroso e assassino, mas somos impotentes para parar o destino de desdobramento como deve , como sabemos que ele vai. Como o título diz, a verdade é imutável. É um título tão inteligente para o episódio, como ele funciona em vários níveis."
Ross Bonaime em análise para Paste Magazine disse: "Quando a segunda temporada de Bates Motel começou, Norman Bates não tinha conhecimento da escuridão que existia dentro dele. (...) Quando a segunda temporada termina, com uma homenagem perfeita para a cena final de Psycho, Norman está consciente do mal que ele é capaz. O que é ainda pior é que ele não tem a culpa que essas ações devem trazer. Bem como Norman Bates, Bates Motel tem feito um monte de avanços nesta temporada, finalmente, cravou o tom do que este show deve ter (...) este ano vem se concentrando na incrível dinâmica entre Norman e Norma Bates."